# Cavoli amari
Cavoli amari è il primo album del cantautore italiano Gatto Panceri, pubblicato nel 1991.
Nel 1992 il disco è stato ristampato con il titolo Gatto Panceri e l'aggiunta del brano L'amore va oltre, presentato nella sezione "Novità" del Festival di Sanremo 1992 ed eliminato dalla gara dopo la prima esecuzione. L'arrangiatore del disco è il bassista Patrick Djivas.

## Tracce

### LP
Lato A
Testi e musiche di Gatto Panceri.
1. Cavoli amari – 4:31
2. Aiuto – 4:28
3. Alza il volume – 4:03
4. Lasciami libero – 3:53
5. 7 su 7 – 4:11

Lato B
Testi e musiche di Gatto Panceri.
1. Tu mi fai – 5:11
2. Un qualunque posto fuori o dentro di te – 4:23
3. Ieri – 4:42
4. Nel ns. video – 5:18

### CD
Testi e musiche di Gatto Panceri.
1. Cavoli amari – 4:29
2. Aiuto – 4:28
3. Alza il volume – 4:03
4. Un qualunque posto fuori o dentro di te – 4:24
5. 7 su 7 – 4:10
6. Lasciami libero – 3:53
7. L'amore va oltre – 4:55
8. Tu mi fai – 5:11
9. Ieri – 4:43
10. La ragazza colombiana – 5:10
11. Nel nostro video – 5:20

## Musicisti
Cavoli amari
- Gatto Panceri – voce, cori
- Andrea Braido – chitarra solista
- Gianluca Varesi – chitarra ritmica
- Thierry Zins – chitarra ritmica
- Thierry Eliez – tastiere
- Carmelo Isgrò – basso
- Jean-Paul Ceccarelli – batteria
- Lalla Francia – cori
- Paola Folli – cori
- Giulia Fasolino – cori

Aiuto
- Gatto Panceri – voce, cori
- Andrea Braido – chitarra solista
- Gianluca Varesi – chitarra ritmica
- Thierry Eliez – tastiere
- Saturnino Celani – basso
- Jean-Paul Ceccarelli – batteria
- Glenn White – cori
- Silvio Pozzoli – cori

Alza il volume
- Gatto Panceri – voce, cori
- Andrea Braido – chitarra solista
- Gianluca Varesi – chitarra ritmica
- Thierry Eliez – tastiere
- Alessandro Sala – organo
- James Thompson – sax
- Patrick Djivas – basso
- Jean-Paul Ceccarelli – batteria
- Giulia Fasolino – cori
- Paola Folli – cori
- Lalla Francia – cori

Lasciami libero
- Gatto Panceri – voce, cori
- Andrea Braido – chitarra solista
- Gianluca Varesi – chitarra acustica
- Thierry Zins – chitarra elettrica
- Thierry Eliez – tastiere
- Paolo Costa – basso
- Jean-Paul Ceccarelli – batteria, percussioni
- Silvio Pozzoli – cori
- Glenn White – cori
- Paola Folli – cori
- Giulia Fasolino – cori
- Lalla Francia – cori

7 su 7
- Gatto Panceri – voce, cori
- Andrea Braido – chitarra solista
- Gianluca Varesi – chitarra ritmica
- Thierry Eliez – tastiere
- Saturnino Celani – basso
- Jean-Paul Ceccarelli – batteria, percussioni
- Paola Folli – cori
- Lalla Francia – cori
- Glenn White – cori
- Giulia Fasolino – cori

Tu mi fai
- Gatto Panceri – voce, chitarra elettrica, cori
- Andrea Braido – chitarra solista
- Claudio Bazzari – chitarra elettrica
- Thierry Eliez – tastiere
- Paolo Costa – basso
- Jean-Paul Ceccarelli – batteria, percussioni
- Lalla Francia – cori
- Giulia Fasolino – cori
- Paola Folli – cori

Un qualunque posto fuori o dentro di te
- Gatto Panceri – voce, cori
- Andrea Braido – chitarra solista
- Gianluca Varesi – chitarre acustiche e in arpeggio
- Thierry Eliez – tastiere
- Alessandro Sala – pianoforte
- Paolo Costa – basso
- Lele Melotti – batteria
- Silvio Pozzoli – cori
- Glenn White – cori

Ieri
- Gatto Panceri – voce, cori
- Andrea Braido – chitarra solista
- Gianluca Varesi – chitarra ritmica
- Thierry Eliez – tastiere
- Alessandro Sala – tastiere (assolo)
- Paolo Costa – basso
- Lele Melotti – batteria
- Lalla Francia – cori
- Giulia Fasolino – cori
- Paola Folli – cori
- Silvio Pozzoli – cori
- Glenn White – cori

L'amore va oltre
- Gatto Panceri – voce
- Andrea Braido – chitarra solista
- Gianluca Varesi – chitarre ritmiche
- Claudio Bazzari – chitarra in arpeggio
- Thierry Eliez – tastiere
- Alessandro Sala – tastiere (archi)
- Carmelo Isgrò – basso
- Lele Melotti – batteria
- Giulia Fasolino – cori
- Glenn White – cori
- Lalla Francia – cori
- Silvio Pozzoli – cori
- Paola Folli – cori

La ragazza colombiana
- Gatto Panceri – voce, chitarre ritmiche, cori
- Thierry Zins – chitarra elettrica
- Andrea Braido – chitarra elettrica, chitarra classica solista
- Gianluca Varesi – chitarra in arpeggio
- Thierry Eliez – tastiere
- James Thompson – sax
- Paolo Costa – basso
- Jean-Paul Ceccarelli – batteria, percussioni
- Filippo Gabrielli – mix

Nel ns. video (Nel nostro video)
- Gatto Panceri – voce, cori
- Andrea Braido – chitarra solista
- Gianluca Varesi – chitarra elettrica
- Thierry Eliez – tastiere
- Patrick Djivas – basso
- Jean-Paul Ceccarelli – batteria, percussioni
- Glenn White – cori
- Silvio Pozzoli – cori
- Lalla Francia – cori
- Paola Folli – cori
- Giulia Fasolino – cori

Note aggiuntive
- Patrick Djivas – produzione e arrangiamenti
- Registrazioni effettuate a Milano al "Avant-Garde Studio" e al "Aereostella Studio"
- Maurizio Maggi – ingegnere delle registrazioni ("Avant-Garde Studio")
- Massimo Lepore – assistente ingegnere delle registrazioni ("Avant-Garde Studio")
- Patrick Djivas – ingegnere delle registrazioni ("Aereostella Studio")
- Gordon Lyon – mixaggio ("Logic Studio" di Milano)
- Filippo Gabbrielli – assistente al mixaggio
- Giuseppe Galimberti – coordinamento artistico
- Massimo Gardone – foto copertina album
- Paola Coletti – foto copertina interna[1]